# 아오야마초역
아오야마초역(일본어: 青山町駅)은 일본 미에현 이가시에 위치한 긴키 닛폰 철도 오사카 선의 철도역이다. 역 번호는 D 53이며, 섬식 승강장 2면 4선의 구조를 갖춘 지상역이다.

## 타는 곳
| 1 · 2 | D 오사카 선 | 하행 | 이세나카가와 · 마쓰사카 · 우지야마다 · 가시코지마 · 쓰 · 나고야 방면           |
| 3 · 4 | D 오사카 선 | 상행 | 나바리 · 야마토야기 · 오사카우에혼마치 · 오사카난바 · 고베 · 고베산노미야 방면 |

## 이용 현황
| 연도   | 1일 평균 승차 인원 |
| ------ | ------------------ |
| 1997년 | 2,048              |
| 1998년 | 2,059              |
| 1999년 | 2,075              |
| 2000년 | 2,069              |
| 2001년 | 2,061              |
| 2002년 | 2,019              |
| 2003년 | 1,985              |
| 2004년 | 1,930              |
| 2005년 | 1,845              |
| 2006년 | 1,739              |
| 2007년 | 1,659              |
| 2008년 | 1,556              |
| 2009년 | 1,438              |
| 2010년 | 1,352              |
| 2011년 | 1,297              |
| 2012년 | 1,253              |
| 2013년 | 1,208              |
| 2014년 | 1,126              |
| 2015년 | 1,065              |

## 역 주변
- 긴키 닛폰 철도 다카야스 검수고 아오야마초 차고

## 인접 역
| 긴키 닛폰 철도 D 오사카 선         | 긴키 닛폰 철도 D 오사카 선 | 긴키 닛폰 철도 D 오사카 선               |
| ---------------------------------- | -------------------------- | ---------------------------------------- |
| D52 이가칸베 오사카우에혼마치 방면 | ■ 쾌속급행                 | 사카키바라온센구치 D57 이세나카가와 방면 |
| D52 이가칸베 오사카우에혼마치 방면 | ■ 급행 · ■ 보통            | 이가코즈 D54 이세나카가와 방면           |